# بطولة الأمم الخمس 1920
بطولة الأمم الخمس 1920 (بالإنجليزية: 1920 Five Nations Championship)‏ هو الموسم 33 من بطولة الأمم الخمس. أشرف على تنظيمه عالم الرجبي، وكان عدد الأندية المشاركة فيه 5، وفاز فيه منتخب إنجلترا الوطني لاتحاد الرغبي، ومنتخب إسكتلندا الوطني لاتحاد الرغبي، ومنتخب ويلز الوطني لاتحاد الرغبي.